# 1159 w polityce

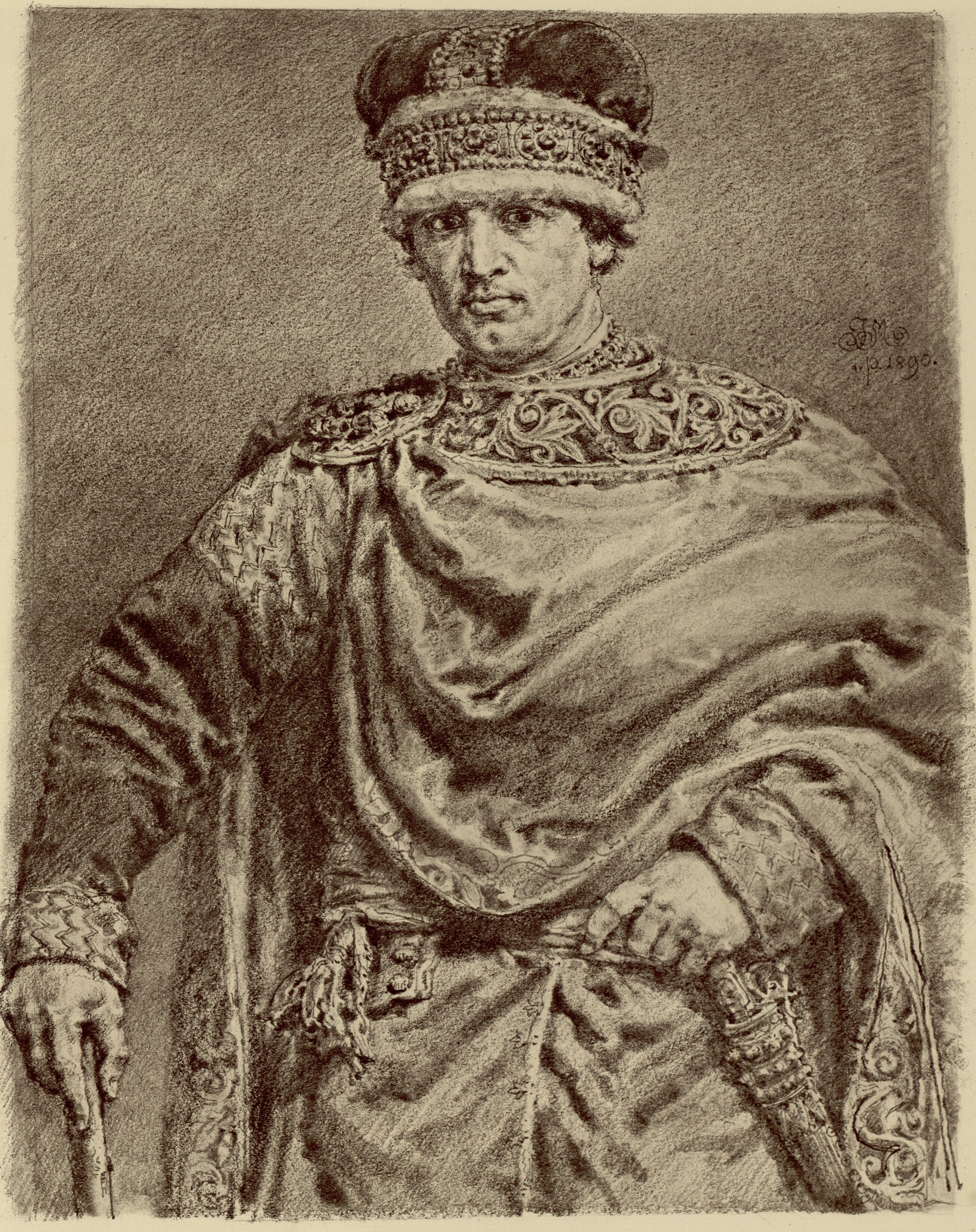
Władysław II Wygnaniec

Wydarzenia polityczne w 1159 roku.

## Wydarzenia
- 4 kwietnia - flota duńska dowodzona przez biskupa Absalona z Roskilde pokonała flotę rugijską w bitwie w Wielkim Bełcie[1].
- Schizma papieska: wybrano Aleksandra III i procesarskiego Wiktora IV[2][3][4].

## Zmarli
- 30 maja Władysław II Wygnaniec, polski książę[5].